# 凱末爾·雷斯
凱末爾·雷斯（英語：Kemal Reis，約1451年－1511年）是鄂圖曼帝國的一位私掠者和海軍上將。凱末爾·雷斯大約在1451年出生於爱琴海的加里波利半島海岸，他的全名為艾哈邁德·凱末爾丁，其父親阿里是一名來自安納托利亞中部城市卡拉曼的土耳其人。除此之外，他還是鄂圖曼帝國著名海軍將領兼製圖師皮瑞·雷斯的叔叔，皮瑞·雷斯同陪凱末爾·雷斯參與了他絕大多數重要的海上探險。